# Riccardo Pick-Mangiagalli
Riccardo Pick-Mangiagalli (né le 10 juillet 1882 à Strakonice, en royaume de Bohême, alors en Autriche-Hongrie – mort le 8 juillet 1949 à Milan) est un compositeur et pianiste italien originaire de Bohême.

## Biographie
Riccardo Pick-Mangiagalli a étudié au conservatoire de Milan, à la tête duquel il a succédé à Ildebrando Pizzetti de 1936 jusqu’à sa mort. Il a composé de la musique de chambre, des opéras, des ballets et des mélodies.
Le livret de sa comédie lyrique en trois actes Basi e Bote a été écrit par Arrigo Boito.

## Œuvres
Œuvres lyriques et ballets
- Il Salice d'oro (1913)
- Il carillon magico (1918)
- La Berceuse (1920)
- Mahit (1923)
- Basi e Bote (1925)

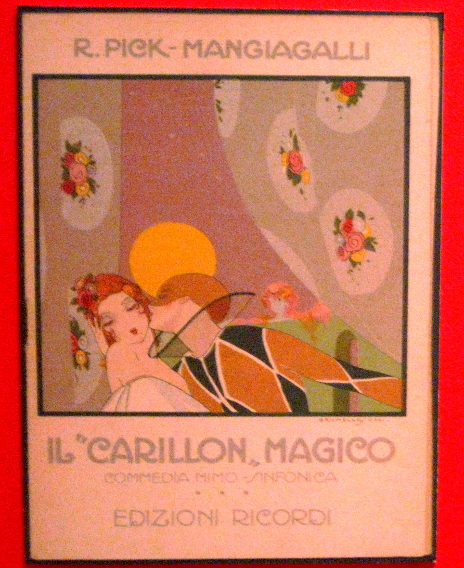
Livret de Il carillon magico

Pick-Mangiagalli a composé la musique du film La Rose de Bagdad.